# Les Aventures de Vassia Kourolessov
Pour plus de détails, voir Fiche technique et Distribution.
Les Aventures de Vassia Kourolessov (Приключения Васи Куролесова, Priklyucheniya Vasi Kurolesova) est un film d'animation soviétique réalisé par Vladimir Popov, sorti en 1981. Ce film est tiré du livre éponyme de Youri Koval écrit en 1971.

## Fiche technique
- Titre : Les Aventures de Vassia Kourolessov
- Titre original : Приключения Васи Куролесова (Priklyucheniya Vasi Kurolesova)
- Réalisation : Vladimir Popov
- Scénario : Youri Koval et Vladimir Popov
- Direction artistique : Levon Khatchatrian et Arkadi Cher
- Photographie : Kaboul Rasoulov
- Montage : Natalia Stepantseva
- Musique : Evgueni Krylatov
- Production : Soyuzmultfilm
- Pays d'origine : URSS
- Format : Couleurs - 35 mm - 1,33:1 - Mono
- Genre : animation, film policier, court métrage
- Durée : 27 minutes
- Date de sortie : 1981

## Distribution

### Voix originales
- Mikhaïl Kononov : Vassia Kourolessov
- Vera Vassilieva : la mère de Vassia Kourolessov
- Lev Dourov : Rachpil, escroc
- Boris Novikov : Kourotchkine, escroc
- Viatcheslav Nevinny : Tarakanov, agent de milice
- Evgueni Leonov : Bâton, escroc
- Youri Yakovlev : capitaine Boldyrev